# Штатгальтер
Штатгальтер або статгаудер (від нід. stadhouder — намісник) — посада управителя провінції в Нижніх країнах, спочатку як намісника короля, а після Нідерландської революції, як представника держави. У 18 ст. штатгальтери перетворилися на де-факто спадкову посаду правителів де-юре республіки.
Феодальні правителі призначали штатгальтерів у володіння за своєї відсутності як своїх представників, намісників, й надавали їм усю повноту влади. Повноваження штатгальтера були більшими ніж повноваження губернатора, проте штатгальтери не були васалами й не мали жодних прав на землі, якими управляли. Нижні країни складалися з окремих провінцій, і правителі краю зазвичай призначали штатгальтерів у кожну провінцію.

## Історичний обрис

### До революції
В 15 ст. значна частина території Нижніх країн потрапила під владу Бургундського герцогства, і герцоги призначали своїх штатгальтерів майже у всі провінції Бургундських Нідерландів. У 16 ст. Бургундські Нідерланди успадкував імператор Священної Римської імперії Карл V. Він проголосив себе єдиним феодальним сеньйором Нідерландів. За межами його володінь залишалося тільки Льєжське єпископство. Карла V, а також його сина, Філіпа II, короля Іспанії, в нідерландських провінціях представляли штатгальтери. За Філіпа II, який проводив абсолютистську, централістську політику, влада штатгальтерів сильно зменшилася.

### У республіці

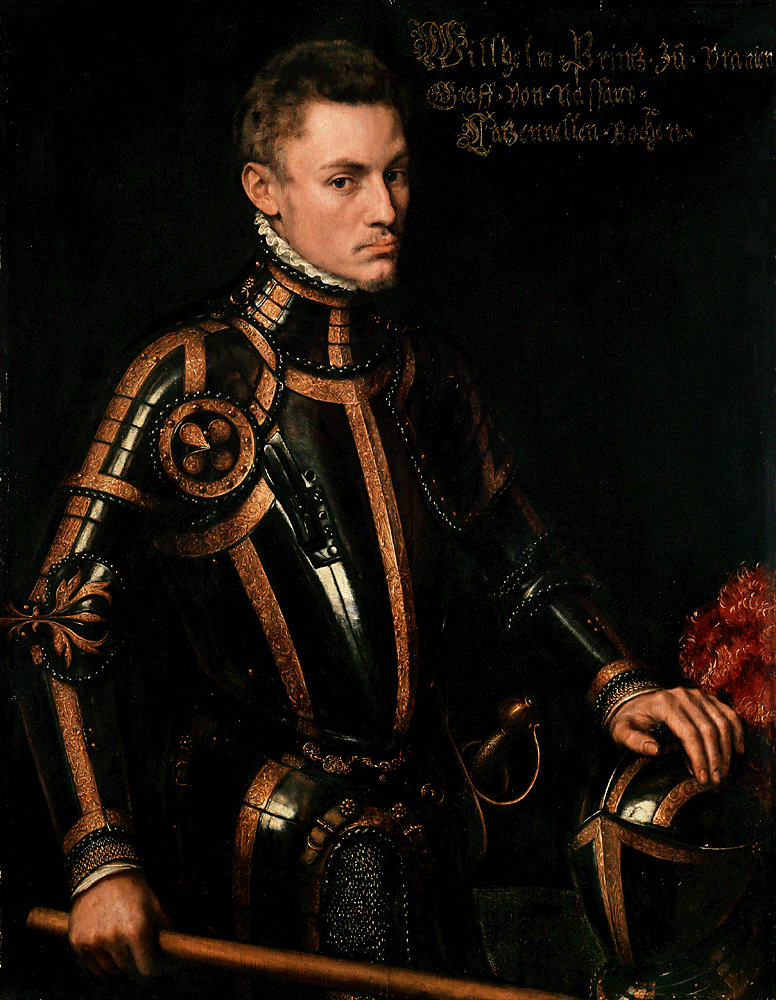
Портрет штатгальтера Віллема I Оранського роботи Анторіса Мора

Під час Нідерландської революції, у 1581 більшість провінцій проголосили про скидання короля. Хоча штатгольтери за логікою повинні була зникнути, у республіці семи Об'єднаних провінцій посада збереглася. Об'єднані провінції намагалися пристосувати нові реалії до феодальних порядків, і були консервативними щодо цього питання. Штатгольдери вже не були намісниками короля, а стали урядовцями з найвищою виконавчою владою. Кожна провінція обирала свого штатгальтера, але на практиці більшість із штатгальтерів обіймали цю посаду в кількох провінціях водночас. Влада штатгальтерів у провінціях республіки була регламентована. Кожна провінція мала свій виконавчий уряд, штатгальтерам належали певні привілеї, такі як, наприклад, обирати бургомістрів із поданого їм списку, кооптувати своїх представників у радчі органи тощо.
Штатгальтери Зеландії та Голландії зазвичай призначалися капітан-генералами загальнодержавної армії та адмірал-генералами флоту, хоча жоден із них не командував діями флоту в битві безпосередньо.
Юридично влада штатгальтерів у Нідерландській республіці була не особливо значною, однак фактично їхня влада була іноді більшою, особливо протягом років революції. Після 1618 Моріс Оранський правив майже як диктатор, те ж намагався робити Віллем II Оранський. Така ситуація виникла тому, що ще в 1572 Віллем I Оранський був призначений штатгальтером першої повсталої провінції — Голландії. Моріс Оранський у 1618 і Вільгельм III Оранський, починаючи з 1672, заміняли легістратуру цілих міст, щоб збільшити кількість своїх прихильників. Як наслідок, після смерті Віллема II у 1650, провінції Нідерландів відмовилися призначати нових штатгальтерів. Цим почався перший період без штатгальтера, який тривав до 1672. 1672 називають у історії Нідерландів катастрофічним роком. Того року на Нідерланди водночас напали війська Англії, Франції та низки німецьких князівств, що змусило провінції призначити штатгальтером Віллема III. Але після смерті Віллема III у 1702, провінції знову не призначили нового штатгальтера.
У 1747, коли у Об'єднані провінції вторглися французи, на вимогу народу штатгальтер Фрисландії та Гронінгена Віллем IV Оранський був призначений штатгальтером інших провінцій. У листопаді 1747 посада штатгальтера була проголошена спадковою і стала офіційно називатися Stadhouder-Generaal — генеральним статгаудером.
Віллем IV помер у 1751, і штатгальтером став його малолітній син при регентстві матері. Погане управління цього періоду викликало невдоволення й призвело до зародження у 1780 нідерландського патріотичного руху. Патріоти захопили владу в багатьох міських радах і в штатах провінції Голландія, почали організовувати ополченців для боротьби з оранжистами. Країна опинилася на межі громадянської війни. Але за допомогою німецьких союзників Віллем V Оранський зумів перебороти опозицію і патріоти змушені були втікати у Францію. Вони повернулися із французькою революційною армією в 1795. Віллем V утік в Англію. Посада штатгальтера була ліквідована.

### У Південних Нідерландах
На відміну від Об'єднаних республік, у Південних Нідерландах, де правили Габсбурги, штатгальтери регулярно призначалися впродовж століть аж до 1794, коли Південні Нідерланди були анексовані Францією.